# 乙津寺

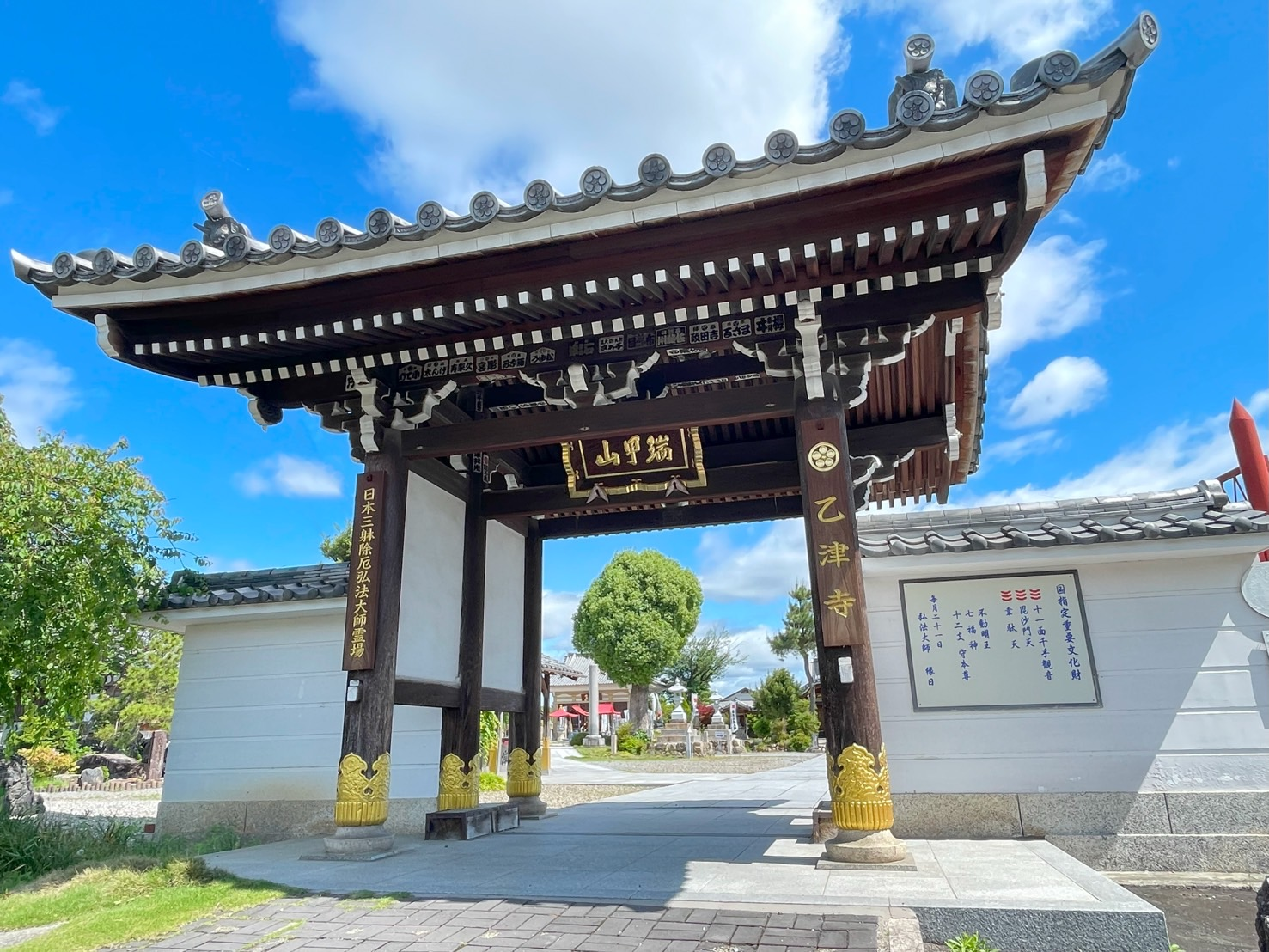
2024年（令和６年）撮影

乙津寺（おっしんじ）は、岐阜県岐阜市にある臨済宗妙心寺派の寺院である。山号は瑞甲山（ずいこうざん）。通称「鏡島弘法」（かがしまこうぼう）。

## 概要
毎月21日の縁日は大変賑わう。
本尊は十一面千手観世音菩薩。
東寺及び川崎大師と並ぶ「日本三躰厄除け弘法大師」の一つ。東海三十六不動尊霊場第三十一番札所。美濃三弘法札所第三番札所。美濃四国札所第四十四札所。美濃三十三観音第十九札所（2008年（平成20年）5月より）。

## 沿革
寺伝によれば、738年（天平10年）に行基が草庵を築き、814年（弘仁5年）に空海がこの地に赴いて寺を建立したという。
1540年（天文9年）、洪水の被害を受ける。その後、1545年（天文14年）、鏡島城主石河駿河守光清が孤岫宗峻を招いて再興、臨済宗妙心寺派に改宗する。
1945年（昭和20年）、空襲により建物の殆どが全焼する。本尊などの仏像などの重要な物は近くの長良川に運び出され、難を逃れる。住職は小さな仮建物をつくり、安置する。
1953年（昭和28年）に入母屋造の本堂と拝殿を再建。
1958年（昭和33年）には大師堂などの建物が再建され、大師堂には堂本印象から寄進された天井墨絵「雲龍」がある。

## 文化財
重要文化財
- 木造千手観音（十一面千手観世音菩薩）立像（天平時代）
- 木造毘沙門天立像（平安時代）
- 木造韋駄天立像（鎌倉時代）

## その他
梅の名所である。境内の弘法の梅は、弘法大師が立てた杖に枝葉が生えて梅の木になったという。空海が堂前に梅の散杖を立て、「仏法此の地に栄えがこの杖に枝葉も栄ゆべし」と言うと、この散杖に枝葉が生じ、梅の木となったという伝承がある。
近くの長良川には「小紅の渡し」があり、毎月21日の乙津寺の縁日は賑わう。

## 所在地
- 岐阜県岐阜市鏡島中2丁目8番1号

## 交通アクセス
寺院の最寄りにある岐阜乗合自動車（岐阜バス）「鏡島弘法前」バス停、または岐阜県道92号岐阜巣南大野線上の「鏡島精華3丁目」バス停が最寄りである。かつては「鏡島精華3丁目」バス停も「鏡島弘法前」の名称が用いられていたが、2007年（平成19年）10月1日の改正で現在のものに改められた。「鏡島弘法前」バス停からは徒歩で約5分、「鏡島精華3丁目」バス停からは徒歩で約15分。

### 「鏡島弘法前」方面
JR岐阜駅バスターミナル
- 7番のりば：岐阜高富線・岐阜女子大線「（G51）西鏡島」行き

名鉄岐阜のりば
- 3番のりば：岐阜高富線・岐阜女子大線「（G51）西鏡島」行き

### 「鏡島精華3丁目」方面
JR岐阜駅バスターミナル
- 7番のりば：北方河渡線「（G61）芝原6丁目」行き

名鉄岐阜のりば
- 5番のりば：北方河渡線「（G61）芝原6丁目」行き